# Patina pellucida

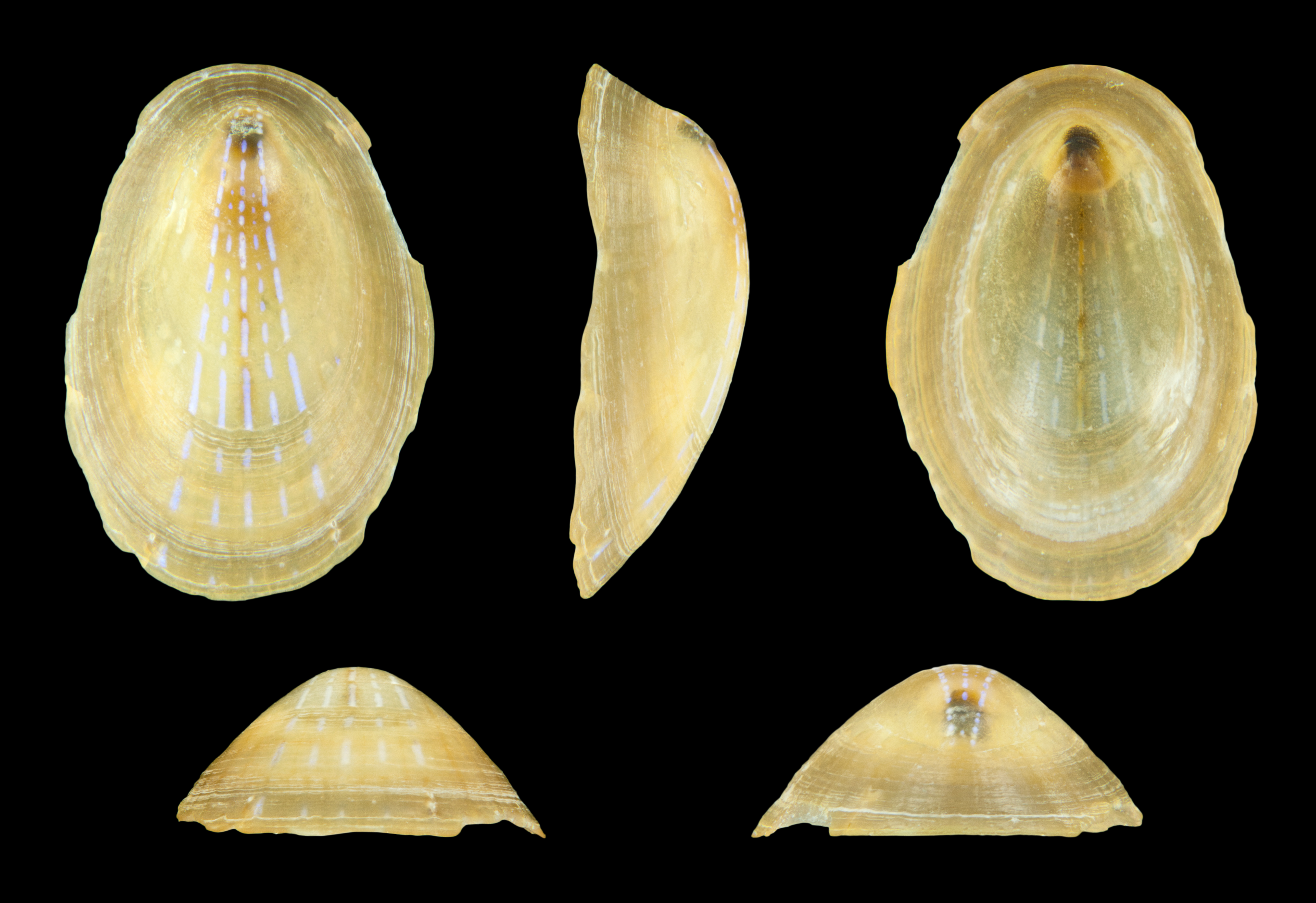

Patina pellucida är en snäckart som först beskrevs av Carl von Linné 1758.  Patina pellucida ingår i släktet Patina och familjen skålsnäckor. Inga underarter finns listade i Catalogue of Life.